# Leonard Iordache
Leonard Iordache, fiul marelui țimbalist Toni Iordache(”regele țambalului”) cu care a început sa cânte de la o vârstă fragedă (începând cu anul 1970), s-a făcut auzit în lumea lăutăriei, în lumea muzicii românești. Semnificativ interpret etnic rom de muzică lăutărească la țambal, acesta a transmis mai departe împreună cu Florin și Costel Iordache taina muzicii lăutărești. 
Leonard Iordache, la 14 ani, obține premiul I și medalia de aur la Festivalul mondial de folclor de la Djon, Franța. La 17 ani începe să concerteze în Franța, Italia, Germania, Olanda, Norvegia, Japonia, Canada, alături de mari artiști români: Maria Ciobanu, Sofia Vicoveanca, Margareta Paslaru, Daniela Vladescu, Johnny Raducanu, George Carabulea și multi alții.

## Familia Iordache
De-a lungul vremii, Familia Iordache a oferit țării adevărați muzicanți cu fiecare generație, precum tatăl lui Leonard, Toni Iordache la țambal, al cărui tată a practicat vioara, bunicul său, țambalul (țambalul mic, cel de gât, instrument autentic românesc, fratele mai mic al țambalului întâlnit astăzi) și așa mai departe. Unchii țimbalistului Leonard Iordache au fost interpreți de excepție ai contrabass-ului. Un episod trist ce a întrerupt parțial transmiterea darului muzicii este cel al fiului lui Leonard Iordache, ce începuse a studia țambalul, însă a suferit un accident rutier tragic în anul 2011 la vârsta de 23 de ani. După o carieră fructuoasă însoțită de turnee reușite în străinătate, Leonard a continuat să performeze în diverse locații, inclusiv în restaurante din București, menținând vie moștenirea lăsată de tatăl său.
Leonard Iordache a fost îndrumat de către tatăl său către vioara, însă după ce a rupt corzile viorii cu ciocanele folosite la țambal, la vârsta de 5 ani, Toni Iordache a luat hotărârea de a-l îndruma pe Leonard să studieze țambalul.

## Discografie
Câteva dintre albumele și proiectele sale notabile:
1. "Muzică din Inima României"
  - Acest album reunește melodii tradiționale reinterpretate, aducând un omagiu folclorului autentic.
2. "Folclor de pe Valea Prahovei"
  - O colecție de piese din zona Prahovei, evidențiind specificul cultural al regiunii.
3. "Întoarcerea la Rădăcini"
  - Un album care explorează teme legate de tradiții și obiceiuri românești, combinând sunete tradiționale cu elemente moderne.
4. ”Continuarea unei tradiții”

## Turnee și cântări de peste hotare
Leonard Iordache a avut numeroase apariții internaționale cu momente artistice excepționale de virtuozitate atutentice românești. Printre țările în care acesta a început sa cânte și să pătrundă în inimile străinilor și românilor din diaspora se numără: 
- Japonia

Un moment remarcabil din cariera lui Leonard Iordache a avut loc în cadrul Festivalului Internațional de Muzică de la Kyoto, un eveniment de prestigiu dedicat promovării diversității culturale și muzicale. Aici, Iordache a colaborat cu muzicieni japonezi, reușind să creeze un amalgam fascinant de tradiții muzicale.

Festivalul a constituit o platformă excelentă pentru artiști din diferite colțuri ale lumii să interacționeze și să colaboreze. Colaborarea lui Iordache a evidențiat sinergiile între stilurile muzicale românești și influențele japoneze.
- Austria

Leonard Iordache a avut apariții deosebite în Austria, unde a prezentat un program muzical ce a subliniat tradițiile românești și virtuozitatea sa la țambal. Aceste recitaluri au avut loc în orașe precum Viena și Salzburg.

Pe parcursul acestor evenimente, Iordache a colaborat cu muzicieni austrieci, reușind să îmbine elemente ale folclorului românesc cu influențe muzicale europene. Această sinergie artistică a fost apreciată de audiență.
- Elveția

Acesta a prezentat în Elveția un repertoriu variat ce a inclus atât muzică tradițională românească, cât și piese originale. Evenimentele au avut loc în orașe precum Geneva și Zurich, atrăgând un public divers.

În cadrul acestor recitaluri, Iordache a colaborat cu muzicieni elvețieni, creând o fuziune interesantă între stilurile muzicale românești și cele alpine. Această colaborare a fost bine primită de străini.
- Spania

În Spania a încântat publicul cu concertele sale la festivaluri de muzică folclorică și evenimente culturale. La Festivalul Internațional de Folclor de la Santiago de Compostela, Iordache a impresionat audiența cu interpretări pasionale ale melodiilor românești autentice.

Un alt moment remarcabil a fost concertul său din Madrid, unde a colaborat cu artiști locali. Publicul a fost încântat să asculte reinterpretări ale unor piese tradiționale românești, dar și adaptări ale muzicii spaniole.
- Belgia

În Belgia aparițiile sale au evidențiat nu doar talentul său muzical, ci și dorința de a promova cultura românească în străinătate. Un moment semnificativ a fost concertul său de la Palais des Beaux-Arts din Bruxelles. 
Un alt eveniment notabil a fost participarea sa la Festivalul European de Folclor din Anvers, unde a colaborat cu artiști locali. Această fuziune de stiluri a inclus reinterpretări ale melodiilor populare românești, îmbogățite cu influențe din muzica jazz și flamenco.

Iordache a fost invitat să participe la emisiuni de radio și televiziune belgiene, unde a discutat despre tradițiile muzicale românești, contribuind la creșterea conștientizării și aprecierii acestei culturi în rândul belgienilor. Implicarea acestuia a inspirat o nouă generație de muzicieni să exploreze și să valorifice folclorul românesc.
- Franța

Un moment notabil a fost concertul de la Le Trianon din Paris, unde a interpretat piese din folclorul românesc, precum „Măi, margele” și „Cintec de dor”. 

La Festivalul Internațional de Jazz de la Montreux, Iordache a prezentat un proiect în care a fuzionat muzica tradițională românească cu jazzul contemporan, rezultând în interpretări originale care au fost foarte apreciate de critici

## Concluzie
Leonard Iordache este un artist român cunoscut pentru contribuțiile sale în muzica tradițională, folclorică și, uneori, în jazz. El a fost implicat în mai multe proiecte care promovează cultura românească, atât în țară, cât și în străinătate
Muzică Folclorică: Leonard a reinterpretat melodii tradiționale românești, îmbinându-le cu influențe moderne. Concertele sale din orașe italiene precum Roma și Milano au fost foarte apreciate, aducând un omagiu folclorului românesc.
Colaborări: A lucrat cu muzicieni din diferite colțuri ale lumii, explorând sinergii muzicale. Aceste colaborări au inclus atât proiecte de muzică tradițională, cât și improvizații jazz.
Ateliere și Activități Culturale: Iordache a organizat ateliere de muzică pentru tineri, promovând instrumente tradiționale ca țambalul sau naiul, și a încurajat tineretul să exploreze muzica folclorică.
Participări la Festivaluri: Leonard a fost prezent la diverse festivaluri internaționale, unde a reprezentat România și a adus în prim-plan bogăția culturală a țării.
Media: A avut apariții la diverse emisiuni de radio și televiziune, unde a discutat despre muzica românească și instrumentele tradiționale, contribuind la popularizarea acestora.